# François Bourque
François Bourque (New Richmond, 18 november 1984) is een Canadese voormalig alpineskiër.
François Bourque haalde zijn eerste succes toen hij bij de junioren wereldkampioen werd op het onderdeel Super G. Een jaar later – eveneens bij de junioren – werd hij opnieuw wereldkampioen, toen op de combinatie. In 2005 boekte hij zijn eerste succes bij de profs op de Super G bij de wereldbekerwedstrijd in Garmisch-Partenkirchen, waar hij als derde eindigde.
Op de Olympische Spelen in 2006 in Turijn kwam Bourque uit op twee onderdelen. Op de Super G werd hij 8e en op de reuzenslalom werd hij 4e en won net geen medaille.

## Resultaten

### Titels
- Canadees kampioen afdaling - 2004
- Canadees kampioen reuzenslalom - 2005

### Wereldkampioenschappen
| Jaar | Plaats | Resultaten                                       |
| ---- | ------ | ------------------------------------------------ |
| 2005 | Bormio | 10e Combinatie 13e Super G DNF1 Reuzenslalom     |
| 2007 | Åre    | 9e Super G 17e Supercombinatie DNF2 Reuzenslalom |

### Olympische Spelen
| Jaar | Plaats | Resultaten                                             |
| ---- | ------ | ------------------------------------------------------ |
| 2006 | Turijn | 4e Reuzenslalom 8e Super G 16e Afdaling 21e Combinatie |

### Wereldbeker

#### Eindklasseringen
| Seizoen   | Algm | AD  | RS  | SG  | SC  |
| --------- | ---- | --- | --- | --- | --- |
| 2003/2004 | 132e | -   | -   | 39e | -   |
| 2004/2005 | 47e  | 48e | 52e | 16e | -   |
| 2005/2006 | 22e  | 32e | 7e  | 21e | 27e |
| 2006/2007 | 21e  | 48e | 5e  | 22e | 23e |
| 2007/2008 | 43e  | 49e | 22e | 16e | 44e |
| 2009/2010 | 141e | -   | 52e | 51e | -   |
| 2010/2011 | 140e | -   | -   | 43e | -   |